# Heliozela castaneella
Heliozela castaneella is een vlinder uit de familie van de Heliozelidae. De wetenschappelijke naam van de soort is voor het eerst geldig gepubliceerd in 1982 door Inoue.